# Assassin’s Creed Shadows
Assassin’s Creed Shadows – komputerowa przygodowa gra akcji autorstwa studia Ubisoft Québec, wydana przez Ubisoft. Jest czternastą główną odsłoną serii Assassin’s Creed i bezpośrednią kontynuacją Assassin’s Creed Mirage (2023).
Fabuła gry kontynuuje wątki zapoczątkowane w poprzednich odsłonach, przedstawiając fikcyjną historię rzeczywistego świata, w którym od tysiącleci ukrytą wojnę ze sobą prowadzą dwa stronnictwa: dążący do pokoju i wolności asasyni oraz chcący osiągnąć pokój poprzez podporządkowanie sobie wszystkich ludzi templariusze. Opowieść spinająca ze sobą wszystkie części serii osadzona jest w XXI wieku. Właściwa fabuła Shadows rozgrywa się w feudalnej Japonii okresu Azuchi-Momoyama. Głównymi bohaterami są shinobi Fujibayashi Naoe z japońskiego odłamu bractwa asasynów i afrykański wojownik Yasuke, wikłający się w polityczną intrygę możnowładców dążących do zjednoczenia kraju pod swoimi rządami. Wydarzenia przedstawiono z perspektywy trzeciej osoby, a całość rozgrywa się w otwartym świecie. Na potrzeby gry – pierwszej z serii wydanej wyłącznie na konsole dziewiątej generacji – zaktualizowano silnik Anvil, modyfikując walkę, parkour i skradanie się oraz dodając nowe mechaniki rozgrywki. W Shadows gracz po raz pierwszy od czasu Syndicate (2015) może przełączać się pomiędzy dwiema grywalnymi postaciami; obie stworzono z myślą o odmiennych stylach grania, co pozwala chociażby wykonywać zadania na więcej sposobów. Sama rozgrywka pozostała w większości niezmienna względem poprzednich części – jej trzon nadal stanowi eksplorowanie otwartego świata, wykonywanie zadań i walka z przeciwnikami.
Po kilkukrotnym przesunięciu premiery Assassin’s Creed: Shadows wydano 20 marca 2025 roku na platformach Windows, PlayStation 5, Xbox Series X/S i macOS; w planach znajduje się także wersja na iPadOS-a. Chociaż przed premierą grze towarzyszyły liczne kontrowersje – zarówno ogólnoświatowe (związane z postacią Yasukego), jak i w Japonii (z powodu braku poszanowania i zrozumienia dla tamtejszej kultury) – ostatecznie spotkała się ona z pozytywnym odbiorem ze strony recenzentów, na wszystkich platformach docelowych zdobywając średnią ocen oscylującą w okolicach 8/10, a w ciągu tygodnia od premiery uruchomiło ją ponad trzy miliony graczy.

## Rozgrywka
Wzorem poprzedniczek Assassin’s Creed: Shadows jest przygodową gra akcji, jednak w odróżnieniu od nowszych części serii Assassin’s Creed – Odyssey (2018) czy Valhalli (2020) – kładącą większy nacisk na aspekty skradankowe charakterystyczne dla pierwszych odsłon – Assassin’s Creed (2007) i Assassin’s Creed II (2009). Grę stworzono na ulepszonej wersji autorskiego silnika Ubisoftu Anvil, co umożliwiło zaimplementowanie szeregu usprawnień graficznych (np. dynamiczne oświetlenie), zwiększenie interakcji z otoczeniem (np. niszczenie przedmiotów) czy dodanie nowych mechanik rozgrywki, jak chociażby używanie kaginawy, pozwalającej sprawniej dostać się w wyżej położone miejsca. Otwarty świat gry rozmiarem zbliżony jest do originsowego (2017), a postacie mogą przemierzać go pieszo i konno lub korzystać z szybkiej podróży do odblokowanych wcześniej punktów widokowych i kakureg. Do dyspozycji bohaterów oddano wiele rodzajów broni inspirowanych orężem charakterystycznym dla szesnastowiecznej Japonii.
Podobnie jak w poprzednich częściach, rozgrywka polega na wykonywaniu zadań fabularnych i pobocznych, walce z przeciwnikami i eksplorowaniu otwartego świata w celu odkrywania punktów widokowych, znajdziek czy aktywności dodatkowych, jak chociażby yabusame, trenowanie kata, malowanie sumi-e, eksplorowanie kofunów czy modlenie się w buddyjskich chramach albo przy kapliczkach Jizō. W początkowych misjach grywalna postać jest narzucona odgórnie, a po ukończeniu pierwszego aktu gracz może w miarę swobodnie przełączać się pomiędzy Naoe a Yasukem. Ze względów fabularnych protagonista narzucany jest również w niektórych późniejszych misjach, jednak według twórców gracz może przejść wybraną przez siebie postacią około dziewięćdziesięciu procent gry. Niektórzy bohaterowie niezależni (BN-owie) mogą dołączyć do sprawy Naoe i Yasukego jako ich towarzysze i wspierać ich w walce, a z innymi grywalne postacie mogą nawiązać romans – zarówno hetero-, jak i homoseksualny. Gracz może zdecydować, czy przeciwnicy ugodzeni ukrytym ostrzem mają ginąć od razu (jak w starszych odsłonach serii), czy (wzorem nowszych) część zaatakowanych zostanie jedynie osłabiona bądź okaże się całkowicie odporna na ten rodzaj ataku. Możliwe jest włączenie „trybu realistycznego”, w którym postacie dwudziestojednowieczne mówią po angielsku, a historyczne po japońsku i portugalsku, oraz „trybu kanonu”, w którym gracz nie musi podejmować decyzji, a fabuła toczy się według scenariusza uznanego przez twórców za domyślny.
Podczas gdy w odsłonach z lat 2017–2023 protagoniści – w zależności od preferencji gracza – mogli być zarówno skrytobójcami, jak i brutalnymi wojownikami, w Shadows wybór postaci przekłada się na styl rozgrywki. Naoe jako drobna shinobi porusza się sprawniej, szybciej i ciszej, mogąc wspinać się na skały i ściany, do sprawniejszego przemieszczania się wykorzystując kaginawę albo rozpięte pomiędzy budynkami liny. Podobnie jak asasyni z poprzednich odsłon dokonuje skrytobójstw ukrytym ostrzem, oddaje skoki wiary z dużych wysokości, chowa się w stogach siana, studniach itd. oraz korzysta ze „wzroku orła” podświetlającego przeciwników i cenne przedmioty. W zwarciu walczy kataną, sztyletem (tantō) lub łańcuchem (kusarigama), na dystans rzuca shurikenami i kunaiami, a podczas starcia może użyć oślepiającej wrogów bomby dymnej. Rozwija umiejętności shinobi i asasynki usprawniające skryte działania i ciche eliminowanie przeciwników, chociażby przez parawany shōji. Postawny Yasuke jest polegającym na sile wojownikiem w brutalny sposób eliminującym przeciwników w bezpośrednich starciach, po rozpędzeniu się mogącym ciężarem własnego ciała wyważać drzwi albo bramy. Ze względu na posturę ma ograniczone umiejętności wspinania i skradania się, z reguły musząc polegać na drabinach, schodach czy ogólnodostępnych wejściach. Podobnie jak w przypadku Naoe jego standardową bronią jest katana; poza nią w zwarciu może walczyć włócznią (naginata) lub maczugą (kanabō), a na dystans łukiem i arkebuzem (teppō). Umiejętności Yasukego koncentrują się głównie na zwiększaniu siły i zasięgu jego ataków.
Za wykonywanie zadań, aktywności dodatkowych, pokonywanie przeciwników czy odkrywanie nowych miejsc na mapie protagoniści nagradzani są wspólnymi dla Naoe i Yasukego „punktami mistrzostwa” lub „punktami wiedzy”. Punkty mistrzostwa wykorzystywane są do odblokowywania nowych umiejętności albo ulepszania już poznanych. Każde drzewko umiejętności podzielone jest na kilka poziomów odblokowywanych wraz z kolejnymi „poziomami wiedzy”;. Zadania – tak główne, jak i poboczne – mają odgórnie narzucone cele, ale od gracza zależy, czy wybierze podejście skryte, czy bezpośrednią konfrontację. W odróżnieniu od wcześniejszych odsłon serii wejście w interakcję z punktem widokowym zaznacza na mapie położenie innych miejsc wartych odwiedzenia, nie ujawnia jednak ich dokładnej natury ani nie niweluje mgły wojny. Grywalne postacie mogą wykorzystać swoje umiejętności parkourowe, żeby sprawniej przemieszczać się po świecie gry, jednak nawet Naoe – zwinniejsza od ociężałego Yasukego – nie może wspiąć się na dowolną powierzchnię, tak jak bohaterowie Origins, Odyssey i Valhalli. Mapa świata podzielona jest na kilka prowincji, a każdą opisano minimalnym poziomem, który powinny osiągnąć postacie – niespełnienie wymogów skutkuje najczęściej natychmiastową śmiercią w przypadku konfrontacji z wrogiem będącym o kilka poziomów wyżej. Poziomami opisano także zdobywane przez bohaterów wyposażenie: jeśli postać nie spełnia wymagań poziomu broni czy elementu pancerza, to nie może go założyć, zaś wyposażenie o kilka poziomów niższe od poziomu postaci z reguły chroni gorzej i zadaje mniejsze obrażenia.
Nową mechaniką wprowadzoną w Shadows są pory roku, zmieniające się po upływie około dwóch godzin czasu rzeczywistego i mające przełożenie na rozgrywkę. Przykładowo: wiosną i latem postać może ukryć się w wysokiej trawie bądź skoczyć z dużej wysokości do zbiornika z wodą i zanurkować w nim, unikając obrażeń od upadku, zimą zaś zwrócić na siebie uwagę strącając z dachów sople podczas wspinaczki albo zranić się, skacząc na powierzchnię zamarzniętego akwenu. Niektóre zadania i aktywności poboczne dostępne są tylko o określonych porach roku lub – także zmieniającej się dynamicznie – doby. Gracz może zdecydować, czy gra ma pokazywać na mapie dokładne znaczniki celów zadań, czy ograniczyć się do wskazówek, na podstawie których miejsce docelowe trzeba znaleźć we własnym zakresie. W drugim przypadku dokładny znacznik można odblokować albo poprzez samodzielną eksplorację wskazanego obszaru, albo wysłanie zwiadowców, którzy przeprowadzą na nim rozpoznanie. Z myślą o Naoe opracowano nowe umiejętności, takie jak czołganie się po ziemi utrudniające wykrycie czy oddychanie w płytkiej wodzie przez bambusową rurkę, co umożliwia zakradnięcie się do przeciwnika. Obie postacie – także dysponująca wzrokiem orła shinobi – mogą korzystać z nowego trybu „obserwowania”, po aktywowaniu którego zaznaczani są pobliscy przeciwnicy, miejsca czy skarby. Po raz pierwszy w serii jako element mechaniki rozgrywki wykorzystano światło i mrok. Ukrywając się w cieniu Naoe pozostaje niewidoczna dla przeciwników, a rzucając shurikenem w źródło światła może je zgasić i wykorzystać ciemność na swoją korzyść. W zamkach w skradaniu się przeszkadzają słowicze podłogi, które skrzypiąc mogą ujawnić obecność postaci przeciwnikom.
Podobnie jak w Valhalli, do dyspozycji postaci gracza oddano bazę operacyjną, w której można wznosić i ulepszać budynki, niekiedy mające przełożenie na rozgrywkę. Przykładowo: w kuźni można ulepszać wyposażenie i nakładać na nie dodające pasywne premie grawerunki, świątynia tera zwiększa przyrost zdobywanych punktów doświadczenia, a w dōjō można szkolić zwerbowanych towarzyszy. Do budowy i ulepszania budynków wymagane są materiały budowlane, gromadzone przede wszystkim przez zwiadowców – jeżeli postać dysponuje wolnymi jednostkami, to będąc we wrogim zamku czy obozie może oznaczyć palety z surowcami, które zwiadowcy wraz z końcem bieżącej pory roku zaniosą do kryjówki. Wznoszenie i ulepszanie budynków zwiększa ogólny poziom kryjówki, co także przekłada się na pasywne premie, np. zniżki u kowala. W odróżnieniu od Valhalli, w której położenie budynków i ozdób było narzucone odgórnie, w Shadows gracz otrzymuje teren, na którym wedle własnego uznania może umieszczać budynki, łączyć je ze sobą engawami albo zmieniać ich styl, jak również wytyczać ścieżki czy dodawać elementy ozdobne – drzewa, krzewy, kamienie, głazy, bramy torii, latarnie tōrō czy kapliczki shintō.

### Animus Hub
Menu główne Shadows jest jednocześnie interfejsem Animus Hub – niesamodzielnej aplikacji pomyślanej jako punkt dostępu do gier z serii Assassin’s Creed. W momencie premiery możliwe było uruchomienie tylko czterech części z tzw. „okresu drugiego” (zapoczątkowanego w 2017 przez Origins), o ile były zainstalowane na urządzeniu. W Animus Hub znalazła się przepustka bojowa nazwana „Projektami”, w ramach której w świecie gry co tydzień pojawiają się nowe „anomalie animusa”, wymagające np. zabicia określonej liczby przeciwników danego typu. Za zlikwidowanie „anomalii” gracz otrzymuje walutę w postaci „fragmentów danych”, a po zgromadzeniu odpowiedniej ich liczby odblokowuje za nie nagrody, takie jak elementy wyposażenia, zaszyfrowane pliki danych czy klucze, które może wymienić na unikatowy rynsztunek albo przedmioty kosmetyczne dla postaci. Zaszyfrowane pliki danych, będące dokumentami tekstowymi rozwijającymi wątek współczesny, gromadzone są w „magazynie”, w którym gracz może zapoznawać się z ich treścią.

## Opis

### Świat przedstawiony i postacie

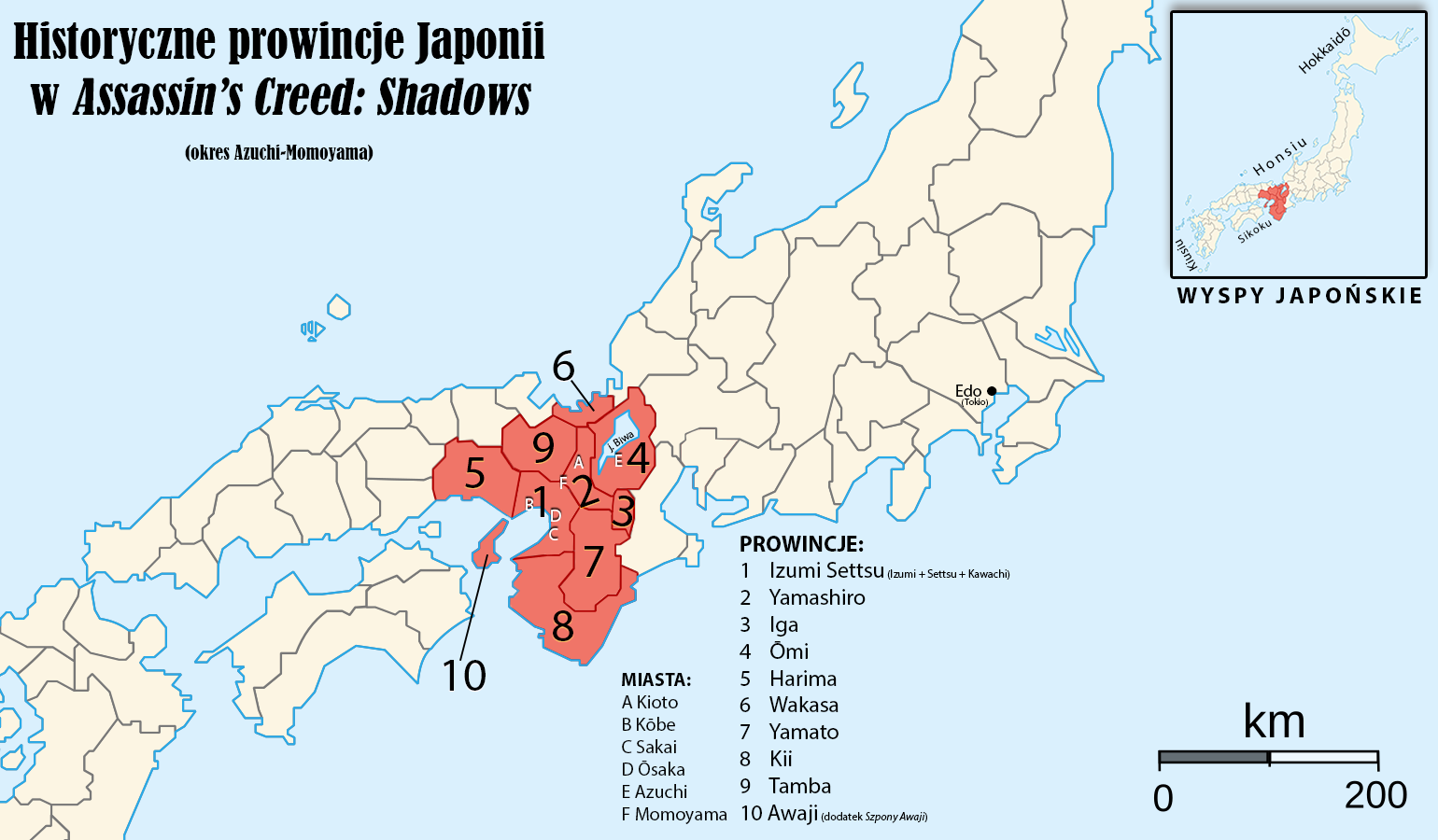
Mapa XVI-wiecznej Japonii z zaznaczonymi historycznymi miejscami pojawiającymi się w grze.

Akcja Assassin’s Creed: Shadows osadzona jest w feudalnej Japonii, w epoce Azuchi-Momoyama stanowiącej schyłek okresu Sengoku, naznaczonego bezustannymi wojnami domowymi pomiędzy możnowładcami (daimyō). Japonia schyłku XVI wieku jest krajem stosunkowo dobrze zurbanizowanym, z tętniącymi życiem portami, dzielnicami zamieszkałymi przez samurajów i wyszukaną, bogato zdobioną architekturą, na czym zyskały obecne w grze mechaniki parkouru i eksploracji. Ważną rolę dla świata i fabuły mają wpływy portugalskich kupców i jezuickich misjonarzy, którzy pojawili się w Japonii kilkadziesiąt lat wcześniej, sprowadzając ze sobą nowe technologie, w tym działa i broń palną, jak również chrześcijaństwo, dla którego nawet część elit porzuciła buddyzm i shintō. Na krótko przed wydarzeniami z gry wyposażone w arkebuzy wojska daimyō Ody Nobunagi pokonały ród Takedów, a następnie najechały prowincję Iga. Podczas jej oblężenia opór najeźdźcom stawili biegli w technikach ninjutsu członkowie ligi Iga-ikki, którą w grze przedstawiono jako japońską gałąź bractwa asasynów.
Miejscem akcji jest kilka historycznych prowincji środkowej Japonii (Ōmi, Iga, Yamato czy Kii), w których znajdują się m.in. miasta Kioto, Kobe i Osaka oraz największe na Wyspach Japońskich jezioro – Biwa. Na potrzeby gry możliwie wiernie odwzorowano charakterystyczne miejsca i budowle, w tym chociażby zamki Azuchi (na podstawie zachowanych danych), Ōsaka czy Fukuchiyama, świątynie Honnō-ji i Kiyomizu-dera czy chram Kasuga-taisha. Tam, gdzie było to konieczne, wnętrza zamków i warowni dostosowywano w taki sposób, żeby ich rozkład lepiej sprawdzał się w grze komputerowej.
Podobnie jak w poprzednich odsłonach serii, tak i w Shadows pojawiają się postacie historyczne, wśród nich m.in. dążący do zjednoczenia Japonii daimyō Oda Nobunaga; pochodzący z Afryki wojownik Yasuke, który zostaje przybocznym watażki; przyszli władcy Japonii, Toyotomi Hideyoshi i Tokugawa Ieyasu; odsunięty od władzy siogun Ashikaga Yoshiaki; jezuiccy misjonarze Luís Fróis i Alessandro Valignano; samurajowie Hattori Hanzō, Akechi Mitsuhide i Ise Sadaoki; kupcy Imai Sōkun i Imai Sōkyū; mistrz chanoyu Sen no Rikyū, malarz Kanō Eitoku czy mnich Kyōnyo. Grywalnymi postaciami są Fujibayashi Naoe, shinobi i członkini Iga-ikki, oraz wspomniany Yasuke. Początkowo obie postacie walczą po przeciwnych stronach, ostatecznie sprzymierzając się ze sobą, żeby zlikwidować członków organizacji Shinbakufu (japoński odpowiednik zakonu templariuszy) i zażegnać zagrożenie, jakie stanowią dla kraju. Ich sojusznikami są m.in. Fujibayashi Nagato, ojciec Naoe i starszy Iga ikki; złodziej Gennojō; rōnin Ibuki; onna-bugeisha Yaya czy przyuczany na mnicha Junjirō.

### Fabuła
Rok 1581. Nobunaga zezwala portugalskim misjonarzom swobodnie podróżować po Japonii, w zamian za co ci oddają na służbę pod nim swojego ochroniarza, Diogo. Pół roku później Diogo, posługujący się już japońskim imieniem Yasuke, towarzyszy Nobunadze podczas kolejnej napaści na Igę. Zabija wówczas przywódcę Iga ikki, Momochiego Sandayū, który ujawnia, że jest posiadaczem ukrytego ostrza; przed śmiercią poleca Yasukemu odnaleźć dziewczynę z taką samą bronią i podążać za nią. W międzyczasie Nagato przekazuje Naoe swoje ukryte ostrze i wysyła do pobliskiego kofunu, żeby odnalazła ukrytą w nim szkatułę i chroniła ją za wszelką cenę. Przedmiot zostaje ukradziony przez członków Shinbakufu, w walce z którymi dziewczyna odnosi poważne rany, a Nagato ginie, w ostatnich słowach nakazując córce „podążać drogą ostrza”.
Powróciwszy do zdrowia Naoe udaje się do przyjaciółki rodziny, Tomiko, która pozwala jej wykorzystać swoje gospodarstwo jako bazę operacyjną. Podążając za otrzymanymi od Tomiko wskazówkami Naoe dociera do Sakai, gdzie pozyskuje sprzymierzeńców i udaje jej się wytropić i zabić dwoje członków Shinbakufu. Zwraca tym na siebie uwagę Mitsuhidego, który zdradza jej tożsamość przywódcy organizacji – Oda Nobunaga – i zleca jej wyeliminowanie go. Naoe zakrada się do Honnō-ji i atakuje daimyō, ale przed zadaniem śmiertelnego ciosu Nobunadze zostaje powstrzymana przez Yasukego. Watażka twierdzi, że Mitsuhide okłamał Naoe; ta opuszcza świątynię, a zhańbiony Nobunaga popełnia seppuku, przez co Yasuke zostaje rōninem.
Naoe i Yasuke, oboje chcący zemścić się na Mitsuhidem, dostają się do jego zamku. Yasuke rozpoznaje ukryte ostrze dziewczyny i proponuje dołączenie do jej sprawy, mając nadzieję odnaleźć dzięki temu nowy cel w życiu. Shinobi chce zabić rōnina, ale odwodzi ją od tego Junjirō, który okazuje się być synem jednego z zabitych przez nią członków Shinbakufu; chłopak wyznaje, że pomimo początkowej nienawiści do niej nauczył się wybaczać. Naoe i Yasuke postanawiają współpracować, reaktywując japoński odłam bractwa asasynów – Kakushiba-ikki („Liga Ukrytego Ostrza”).

## Proces produkcji
Fani Assassin’s Creed od długiego czasu sugerowali, że akcja którejś z kolejnych odsłon powinna zostać osadzona w feudalnej Japonii, wskazując chociażby, że obecność shinobich wpasowuje się w realia opowieści o asasynach. W 2012 roku Ubisoft zorganizował ankietę dla fanów cyklu, których poproszono o wskazanie najbardziej interesujących ich realiów historycznych, wymieniając m.in. „walkę watażków w feudalnej Japonii”. W wydanym w tym samym roku Assassin’s Creed III pojawił się szereg symboli z całego świata, w tym m.in. brama torii, co odczytano jako wskazówkę odnośnie do miejsca akcji którejś z kontynuacji. W 2020 roku, po premierze Ghost of Tsushima – osadzonej w średniowiecznej Japonii skradanki – część dziennikarzy branżowych stwierdziła, że Ubisoft zbyt długo zwlekał z decyzją o stworzeniu Assassin’s Creed rozgrywającego się w tych realiach, a nawet jeżeli umieści w nich akcję którejś z kolejnych części, to prawdopodobnie będzie ona porównywana nieprzychylnie do gry autorstwa Sucker Punch Productions, którą twórcy serii powinni stawiać za wzór dobrze zaprojektowanej skradanki.
Prace nad Shadows rozpoczęły się w 2020 roku, niedługo po premierze Valhalli. Odpowiedzialne za produkcję studio Ubisoft Québec opracowało wcześniej Odyssey i Syndicate (2015), w której to części po raz pierwszy możliwe było przełączanie się pomiędzy dwójką grywalnych bohaterów. Według reżysera Jonathana Dumonta finalna wersja gry nie różni się znacząco od pierwszych prototypów. Początkowo jedyną grywalną postacią miała być Naoe, jednak twórcy mieli bezustannie wracać myślami do „fikcji o samurajach”, wobec czego ostatecznie postanowili stworzyć drugiego protagonistę, uosabiającego archetyp wojownika walczącego z wrogiem twarzą w twarz. Przedstawienie wydarzeń z perspektywy dwóch osób miało także pomóc w lepszym oddaniu niuansów konfliktów toczonych w okresie Sengoku.
Shadows jest pierwszą grą z serii opracowaną od podstaw na konsole dziewiątej generacji (PlayStation 5 i Xbox Series X/S). Producent Karl Onnée stwierdził, że zrezygnowanie z wersji na konsole ósmej generacji (PlayStation 4 i Xbox One) było koniecznością, ponieważ ze względu na przestarzałe podzespoły nie poradziłyby sobie one z grą powstałą na nowej iteracji silnika Anvil, obsługującej bardziej m.in. zaawansowane efekty oświetlenia, cienie czy dynamicznie zmieniającą się pogodę, za którą odpowiada autorski system Atmos. Dumont stwierdził dodatkowo, że na konsolach starszej generacji niemożliwe byłoby wygenerowanie tak szczegółowego i dobrze wyglądającego świata.
Grę, wówczas jeszcze jako Assassin’s Creed: Codename Red, wraz z jej planowaną kontynuacją powstającą pod tytułem roboczym Assassin’s Creed: Codename Hexe, zapowiedziano we wrześniu 2022 podczas transmisji Ubisoft Forward. Ubisoft poinformował, że Shadows otwiera „trzeci okres” w historii marki Assassin’s Creed, charakteryzujący się zmianą podejścia do projektowania gier, z których wszystkie następne połączone zostaną w ramach projektu nazwanego wstępnie Assassin’s Creed: Infinity (ostatecznie przemianowanego na Animus Hub). Według drugiego reżysera Simona Lemaya-Comtois w momencie oficjalnej zapowiedzi Shadows zespół dysponował grywalnymi prototypami kilku kluczowych mechanik, takich jak walka, niszczenie pancerzy przeciwników czy fizyka kaginawy. 15 maja 2024 opublikowano pierwszy materiał filmowy przedstawiający rozgrywkę, ujawniono ostateczny tytuł i datę premiery – 15 listopada. Jeszcze przed premierą Shadows rozpoczęto prace nad pierwszym dodatkiem fabularnym, Szpony Awaji (ang. Claws of Awaji). Na początku marca 2025 Lemay-Comtois poinformował, że akcja rozszerzenia rozgrywać będzie się na wyspie Awaji po wydarzeniach z głównego wątku fabularnego Shadows, nowym przeciwnikiem będzie frakcja Sanzoku Ippa, a całość ma być utrzymana w „straszniejszym” tonie.
Muzykę do Shadows skomponował duet The Flight. Ze względu na dwie grywalne postacie muzycy napisali blisko cztery godziny muzyki – dwukrotnie więcej niż na potrzeby Odyssey, przy którym pracowali wcześniej – żeby dobrze uzupełniała rozgrywkę zarówno postacią działającą skrycie, jak i w bezpośrednich starciach. Motyw muzyczny Naoe grany jest na piszczałce tsuchibue – początkowo brzmi jak melodia, którą mogłoby powtórzyć dziecko, a z czasem staje się coraz mroczniejszy, z kolei motyw Yasukego ma wolniejsze tempo. Ścieżka dźwiękowa, charakteryzująca się m.in. dużą liczbą fałszywych tonów, ma oddawać „mroczny klimat utrzymujący się przez całą grę”. Podczas nagrań sięgnięto po japońskie instrumenty, takie jak shakuhachi czy taishōgoto. Początkowo producenci gry proponowali, żeby instrumentem Naoe było shō, jednak zdaniem kompozytorów „ze względu na swój niepokojący dźwięk [niepasujący do zwinnej shonobi] jest on używany w tradycyjnych sztukach grozy”. Zamiast tego shō wykorzystano w kompozycjach poświęconych Shinbakufu. Kilka utworów napisał i wykonał zespół Teke::Teke, odpowiedzialny m.in. za przearanżowanie „Ezio’s Family” – skomponowanego przez Jespera Kyda motywu przewodniego Assassin’s Creed II (2009), a następnie głównego motywu muzycznego całej serii. Dodatkowy wkład w ścieżkę dźwiękową mieli także m.in. zespół Thunderstorm i raper Tiggs da Author.
Na potrzeby Assassin’s Creed: Shadows twórcy opracowali najbogatsze do tamtej pory opcje dostępności w historii serii, obejmujące m.in. cztery poziomy trudności walki i skradania (ustawiane niezależnie od siebie); dostosowanie koloru, wielkości i tła napisów dialogowych; audiodeskrypcję przerywników filmowych i tekstów w menu (w wersji anglojęzycznej); wskazówki i podpowiedzi dźwiękowe; pomoc w celowaniu czy automatyczne zaliczanie sekwencji quick time events.

## Dystrybucja i marketing
Początkowo premierę Assassin’s Creed: Shadows na PlayStation 5, Windowsa, Xboksa Series X/S, iPadOS-a i macOS-a planowano na 15 listopada 2024 roku. We wrześniu 2024 roku Ubisoft ogłosił, że chociaż gra jest ukończona, to postanowiono opóźnić ją do 14 lutego 2025, żeby jeszcze ją dopracować, do czego przyczynkiem miała być nauczka wyciągnięta ze słabego debiutu Star Wars: Outlaws w sierpniu. Firma skasowała także przepustkę sezonową, zwróciła pieniądze za egzemplarze kupione w przedsprzedaży i zapowiedziała, że w ramach nowych zamówień przedpremierowych kupujący otrzymają za darmo Szpony Awaji. Shadows było jedną z pierwszych od dłuższego czasu gier Ubsioftu, którą na komputerach osobistych w dniu premiery udostępniono jednocześnie w Ubisoft Connect, na Epic Games Store i Steamie, na którym firma przez ostatnie lata albo w ogóle nie wydawała swoich gier, albo wydawała je z opóźnieniem względem dwóch pozostałych platform. W styczniu 2025 Ubisoft ponownie opóźnił premierę, przesuwając ją na 20 marca, zmianę argumentując analizą opcji sprzedażowych i chęcią zapewnienia twórcom dodatkowego czasu na ostateczne dopracowanie gry.
Japońska Computer Entertainment Rating Organization (CERO) w styczniu 2025 przyznała Shasows klasyfikację wiekową „Z” oznaczającą, że grę kupić mogą wyłącznie dorośli. Powodem była przede wszystkim duża ilość scen gore, w tym chociażby brutalnego rozczłonkowywania przeciwników. Chociaż w menu gry znalazła się opcja pozwalająca wyłączyć przemoc, Ubisoft zapowiedział, że na rynek japoński trafi ocenzurowana wersja – bez scen przemocy i opcji pozwalającej na jej włączenie – żeby gra otrzymała od CERO niższą kategorię wiekową. W lutym 2025 do niektórych klientów trafiły fizyczne kopie gry w wersji na PlayStation 5, wysłane prawdopodobnie przez sprzedawcę, który nie zorientował się bądź zapomniał o przesunięciu premiery. Ostatecznie gra trafiła do sprzedaży 20 marca 2025 na Windows, PlayStation 5, Xboksa Series X/S i macOS-a w kilku wersjach, w tym kolekcjonerskiej, poza grą zawierającą m.in. czterdziestocentymetrową figurkę Naoe i Yasukego, minialbum z grafikami i rzeczywistych rozmiarów tsubę katany Naoe.
20 marca 2025 w tygodniku „Shūkan Young Magazine” opublikowano pierwszy rozdział mangi Assassin’s Creed: Shadows – Tales of Iga (jap. アサシン クリード シャドウズ 伊賀の物語 Asashin kurīdo shadōzu Iga no monogatari) uzupełniającej przedstawioną w grze historię, a wydawnictwo Piggyback wprowadziło do sprzedaży poradnik Assassin’s Creed: Shadows – The Complete Official Guide. 25 marca 2025 ukazał się wydany przez Dark Horse Comics album z grafikami The Art of Assassin’s Creed: Shadows.

## Odbiór

### Ze strony recenzentów
Assassin’s Creed: Shadows nominowano do Golden Joystick Award 2024 jako „najbardziej wyczekiwaną grę”, przegrała jednak z Grand Theft Auto VI. Po premierze spotkało się z „ogólnie pozytywnym” odbiorem ze strony recenzentów. Średnia ocen gry w agregatorze recenzji Metacritic wynosi, w zależności od platformy, 79–85/100 (patrz: tabela „Odbiór gry”), z kolei według agregatora OpenCritic zagranie w nią poleca 82% recenzujących ją krytyków.
Giovanni Colantonio z Digital Trends chwalił Shadows za „zapadające w pamięć postacie i spokojną eksplorację”, krytykując jednak „chaotyczną historię i miałką treść”. Według Toma Phillipsa z Eurogamera gra „oddaje cześć pięknu feudalnej Japonii, nawet jeżeli najlepsze momenty zachowuje na osobiste wątki dwojga swoich protagonistów”. Jordan Ramée w recenzji dla GameSpotu uznał, że „[Shadows] psuje coś dobrego, niepotrzebnie dodając o jedną za dużo grywalną postać, jednak Naoe jest cennym dodatkiem do dziedzictwa [serii]”. Andrew Brown z GamesRadaru+ stwierdził, że produkcja „zyskuje dzięki śmiałości, [a] grywalne postacie dobrze rozwijają oparte na skradaniu korzenie serii i RPG-owe naleciałości nowszych odsłon, chociaż zawodzi ich pozbawiona polotu historia, której nie udaje się wykorzystać pełni potencjału żadnej z nich”. Zdaniem Kevina Dunsmore'a z Hardcore Gamera „na papierze jest tu wiele elementów, które mogły przełożyć się na najlepszą część Assassin’s Creed od lat”, ale „drugie tyle elementów się nie sprawdza”. Jarrett Green z IGN-u uznał, że Shadows oferuje „najlepszą stylistycznie wersję otwartego świata, który szlifowano przez ostatnią dekadę”. Echo Apsey w recenzji dla „NME” twierdzi, że „fantastyczna historia i dobrze napisane postacie osadzone w wiarygodnie oddanych realiach Japonii sprawiają, że przyjemnie się ją eksploruje” i dodaje, że Shadows „bez wątpienia wyznacza standard dla następnych gier z serii”.
Morgan Park z „PC Gamera” krytykował „nudną historię, nijakie postacie i zatrzęsienie zadań”. Reid McCarter w recenzji dla PCGamesN stwierdził: „Chociaż otwarty świat olśniewa, walka jest solidna, a projekt dwójki grywalnych bohaterów jest na swój sposób nowatorski, to ostatecznie Assassin’s Creed: Shadows okazuje się zbyt powtarzalne i dramatycznie bezpłciowe, żeby polecić wybranie się w tę podróż”. Robert Ramsey z Push Square chwalił grę za „intrygującą, pokręconą historię, świetnych protagonistów, solidną walkę i wgniatającą w fotel ścieżkę dźwiękową”, krytykując jednak „wymuszone elementy gry fabularnej i marny angielski dubbing”. Aidan O’Brien w recenzji dla Shacknews wyraził się pozytywnie na temat „interesujących postaci i dającej frajdę walce”, za wady uznając „niezręczne poruszanie się i słabe udźwiękowienie głosowe BN-ów”. Danielli Lucas, recenzentce „The Guardian”, dla odmiany spodobały się „znakomicie zagrane role i momenty wywołujące silne emocje”. Zdaniem Jordana Middlera z Video Games Chronicle Shadows jest „najlepszą częścią Assassin’s Creed ostatnich dziesięciu lat”. Dom Peppiatt z VG247 uznał, że „przyjemnie się gra, przedstawiona historia jest ciekawa, a każda najmniejsza czynność jest czymś nagradzana i daje takie poczucie postępu, że całość rzeczywiście sprawia wrażenie gry z otwartym światem”.

### Kontrowersje

#### Przedstawienie Yasukego
Opublikowany w maju 2024 pierwszy zwiastun Shadows z miejsca spotkał się z ostrą krytyką ze względu na postać Yasukego. Część dziennikarzy związanych z branżą gier komputerowych i fanów serii Assassin’s Creed bardzo negatywnie oceniła decyzję odnośnie do tego, żeby grywalną postacią w grze osadzonej w feudalnej Japonii uczynić Murzyna. Niektórzy odebrali ją jako „przejaw wokeizmu” wskazując, że w każdej poprzedniej odsłonie protagoniści przynależeli do narodowości i grup etnicznych właściwych dla czasu i miejsca akcji, bądź stwierdzając, że Yasuke „nie był prawdziwym samurajem”. Inni zauważyli, że w żadnej z dotychczasowych odsłon Assassin’s Creed bohater kierowany przez gracza nie był postacią historyczną, żadna z głównych części cyklu nie pozwalała dotąd grać Azjatą, a zrezygnowanie z bohatera właściwego dla miejsca i czasu akcji na rzecz incydentalnego przypadku jest obraźliwym dla Japończyków przykładem „historycznego rewizjonizmu”. Negatywny odbiór postaci przełożył się także na kierowane pod adresem jej twórców groźby karalne, za które – zdaniem Laurence’a Russella z „Wired” – odpowiadali głównie altrightowi hejterzy udzielający się wcześniej w kampanii nienawiści Gamergate. W odpowiedzi na krytykę Ubisoft bronił swojej decyzji o wyborze takiej, a nie innej grywalnej postaci. Reżyser Shadows Charles Benoit stwierdził, że Yasukego wybrano, ponieważ gracz może odkrywać Japonię razem z nim i patrzeć na nią „jego oczyma, z perspektywy cudzoziemca”. Matt Kim z IGN-u chwalił wybór Yasukego uważając, że znacząco wyróżnia się on na tle innych samurajów znanych z gier komputerowych, zawsze będących Azjatami. Profesor Thomas Lockley bronił wyboru twórców gry stwierdzając, że japońscy historycy nie negują tego, że Yasuke był samurajem.

#### Oskarżenia o brak wrażliwości kulturowej
Kontrowersje w Japonii wzbudziło wyznaczenie daty premiery na 20 marca 2025, w który to dzień wypadała trzydziesta rocznica ataku terrorystycznego z użyciem sarinu w tokijskim metrze. Jednym z gadżetów promujących grę miała być kolekcjonerska figurka przedstawiająca Yasukego i Naoe siedzącą na uszkodzonej, stojącej na jednym filarze torii podobnej do tej znajdującej się w Nagasaki przy chramie Sannō-jinja, około ośmiuset metrów od miejsca, w którym w 1945 roku spadła bomba atomowa. Figurkę wycofano ze sprzedaży po oskarżeniach o brak wrażliwości kulturowej.
Na początku 2025 w Internecie pojawiło się krótkie nieautoryzowane nagranie z Shadows przedstawiające Yasukego atakujących wiernych świątyni Itatehyōzu, a następnie niszczącego jej wyposażenie. Materiał oburzył wielu Japończyków, w tym m.in. zarządców świątyni, którzy nie wyrazili zgody na umieszczenie jej w grze i zapowiedzieli, że „podejmą [przeciwko jej autorom] stosowne działania”. Twórcom zarzucono niezrozumienie tamtejszej kultury, zwyczajów i mentalności oraz promowanie zachowań prowadzących do bezczeszczenia miejsc kultu. Negatywnie na temat gry wypowiedzieli się m.in. premier Japonii Shigeru Ishiba i polityk Hiroyuki Kada, którzy stwierdzili, że „[co prawda] nie można ograniczać swobody wyrażania siebie, ale trzeba unikać czynów obraźliwych dla innych kultur”. Wyrazili też obawę, że opcja niszczenia w grze miejsc kultu może zainspirować jej odbiorców do powielania takich zachowań w rzeczywistości.
W odpowiedzi na powyższe kontrowersje w dniu premiery Shadows opublikowano łatkę uniemożliwiającą atakowanie nieuzbrojonych BN-ów i sprawiającą, że ołtarze oraz inne miejsca kultu stały się niezniszczalne. Informacje o znaczeniu świętych miejsc zawarto także chociażby we wpisie do kodeksu poświęconym torii, w którym zaznaczono, że wspinanie się na bramy jest traktowane jako akt wandalizmu, którego nie dopuściłaby się Naoe, jednak nie zablokowano takiej możliwości, a wejście na święte wrota nie jest karane w żaden sposób. Tessa Kaur z TheGamer wyraziła przekonanie, że wprowadzone zmiany są przejawem autocenzury, której twórcy nie powinni stosować, ponieważ z jednej strony wszystkie religie są równe, a z drugiej – seria „nigdy nie szanowała żadnych świętości”. Jako przykład podała zakończenie Assassin’s Creed II, w którym główny bohater nokautuje papieża Aleksandra VI, przedstawianego dodatkowo jako wielki mistrz zakonu templariuszy.

### Sprzedaż
W lutym 2025 wydawca poinformował, że liczba złożonych zamówień przedpremierowych dorównuje tej, jaką osiągnęła Odyssey, będąca drugą najlepiej sprzedająca się do tamtego czasu częścią cyklu. Według Ubisoftu w dniu premiery w Assassin’s Creed: Shadows zagrało ponad milion graczy, drugiego dnia ponad dwa miliony, a po tygodniu trzy miliony. Podane dane dotyczą jednak liczby osób, które na dowolnej platformie docelowej uruchomiły grę, od dnia premiery dostępną w abonamencie Ubisoft+, a nie sprzedanych egzemplarzy. Na Steamie w szczytowym momencie dnia premiery w Shadows grało ponad 41,4 tys. graczy, a największa liczba jednocześnie grających – 64,8 tys. – przypadała na pierwszy weekend po premierze. Gra ustanowiła pod tym względem rekord serii na tej platformie, jednak część poprzednich odsłon nie była na niej dostępna w momencie premiery, ponieważ Ubisoft przez pewien czas w ogóle nie wydawał na niej swoich gier.